# Rafiq Tağı
Rafiq Taği (Xoşçobanlı, 5 agosto 1950 – Baku, 23 novembre 2011) è stato un giornalista azero.

## Biografia
Ha lavorato per la rivista Senet finché la polizia lo ha arrestato insieme al redattore Samir Sadagatoglu con l'accusa di incitare odio razziale per l'articolo di Tagi L'Europa e noi. L'articolo provocò proteste in Iran ed il Grande Ayatollah Muhammad Fazel Lankarani il 24 novembre 2006 pronunciò una fatwā con cui condanna a morte contro i due giornalisti.:
Richiesta/denuncia:

A

Stimate autorità religiose, Grande Ayatollah Sheikh Muhammad Fazel Lankarani (possa Allah donargli lunga vita)

Di recente una rivista azera chiamata Senat ha pubblicato un articolo di Rafiq Tagi, un giornalista apostata che ha causato furia e rabbia tra i musulmani della regione. (una traduzione del suo articolo è allegata) L'autore dell'articolo cerca di dimostrare con la sua analisi che l'Europa e la sua religione, la Cristianità, sono superiori in ogni aspetto a Medio Oriente ed alla sua religione, l'Islam. Descrive l'Islam come inferiore alla Cristianità in ogni suo aspetto. In un passaggio del suo articolo ha insultato il Santo Profeta (Allah lo benedica e lo salvi) e ridicolizzato tutte le santità dell'Islam. E alla fine dell'articolo, l'autore ha dichiarato di averlo scritto intenzionalmente, in piena coscienza di ciò a cui andava incontro. Ha promesso di scrivere ancora. Come se non bastasse, la stessa rivista ha un gran numero di volte attaccato, disprezzato e dissacrato le santità islamiche ed ha anche pubblicato stralci di I Versetti Satanici di Salman Rushdie.

Domanda: qual è il dovere dei musulmani di fronte a questa insopportabile posizione?
I tuoi seguaci dall'Azerbaijan.»
(testo originale della fatwa)
Risposta:

Tale persona, se musulmano, è un apostata tenuto conto della sua ammissione. Se è stato un infedele (kāfir ), deve essere considerato come uno che ha insultato il Profeta e, in ogni caso, data la sua ammissione, è obbligatorio per ogni individuo che gli si possa avvicinare di ucciderlo. La persona responsabile della menzionata rivista, che ha pubblicato queste idee e credi in piena coscienza e conoscenza, deve essere trattato allo stesso modo. Noi preghiamo l'Onnipotente Allah di assicurare ai musulmani ed all'Islam la protezione dalle malvagità dei loro nemici.»
(testo originale della fatwa)
Riconosciuto colpevole di aver insultato l'Islam e Maometto, Taǧi è stato condannato a quattro anni di prigione da un tribunale azero. È scomparso il 23 novembre 2011 all'età di 61 anni, quattro giorni dopo essere stato accoltellato mentre tornava a piedi alla sua casa a Baku.